# Blå Blom

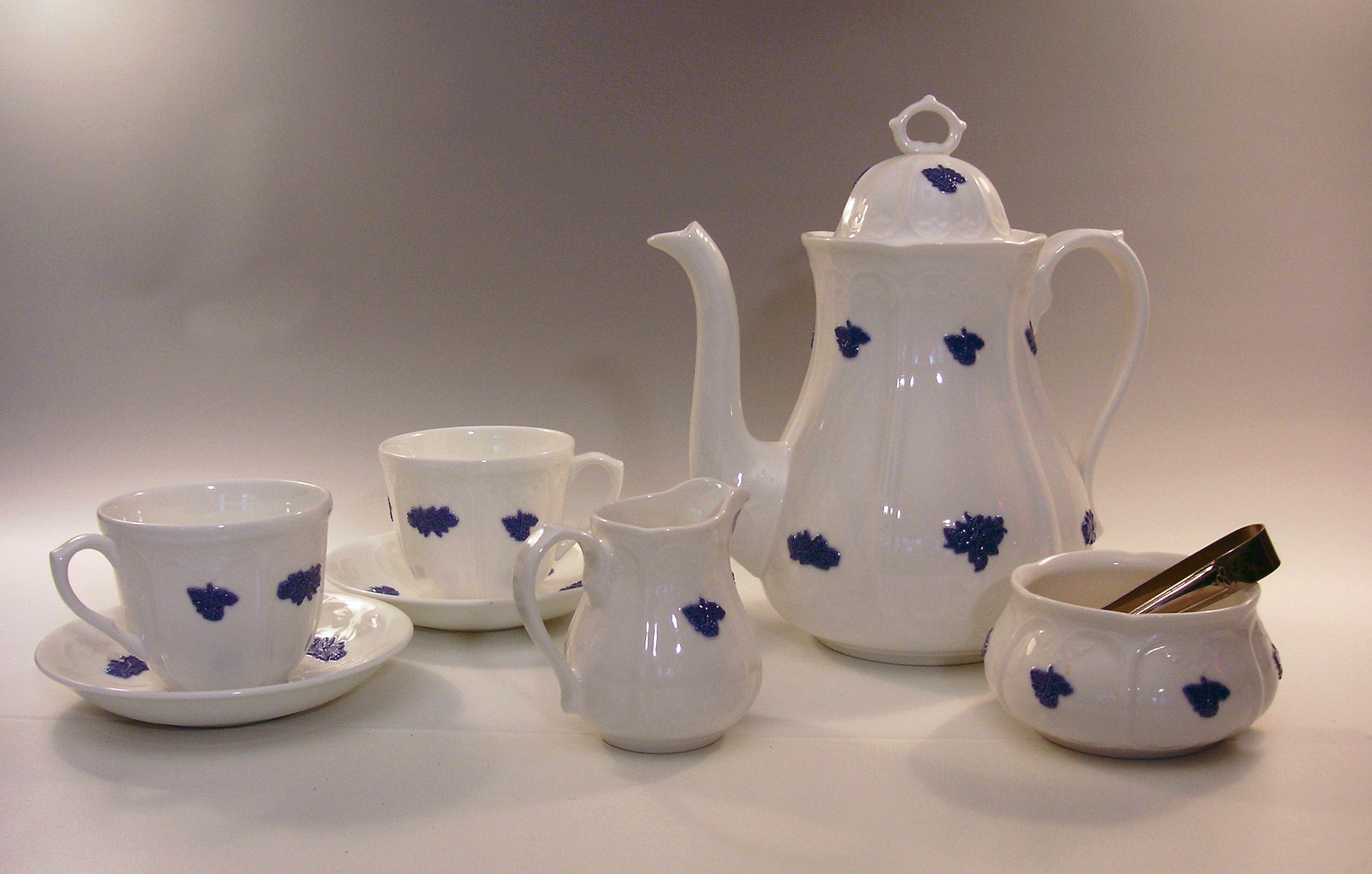
Blå Blom kaffe-servis.

Blå Blom var en svensk porslinsserie som tillverkades oavbrutet från 1874 till 2006/2007, huvudsakligen av Gustavsbergs porslinfabrik.

## Historik

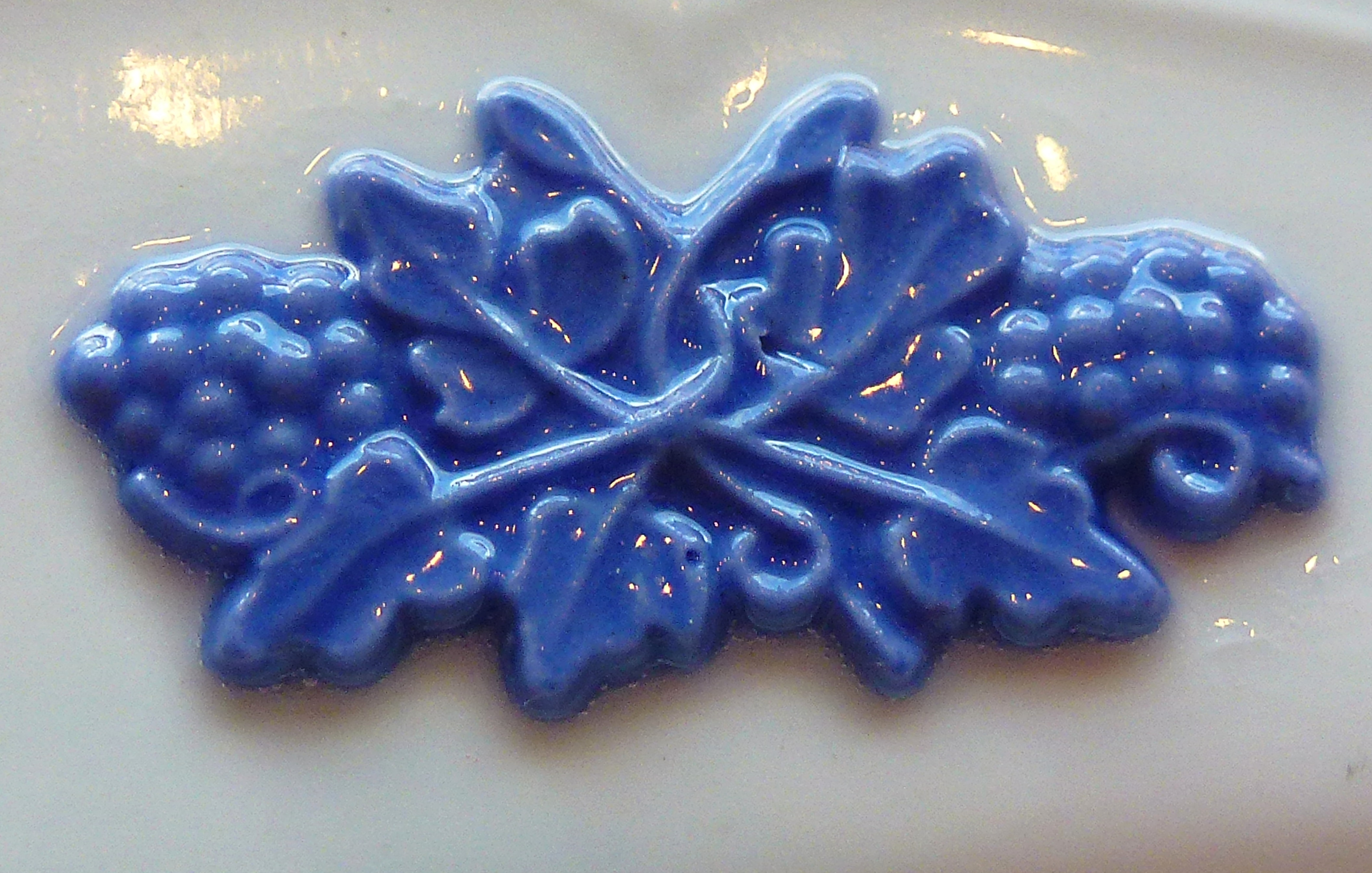
Blå Bloms dekor med vinblad och druvor.

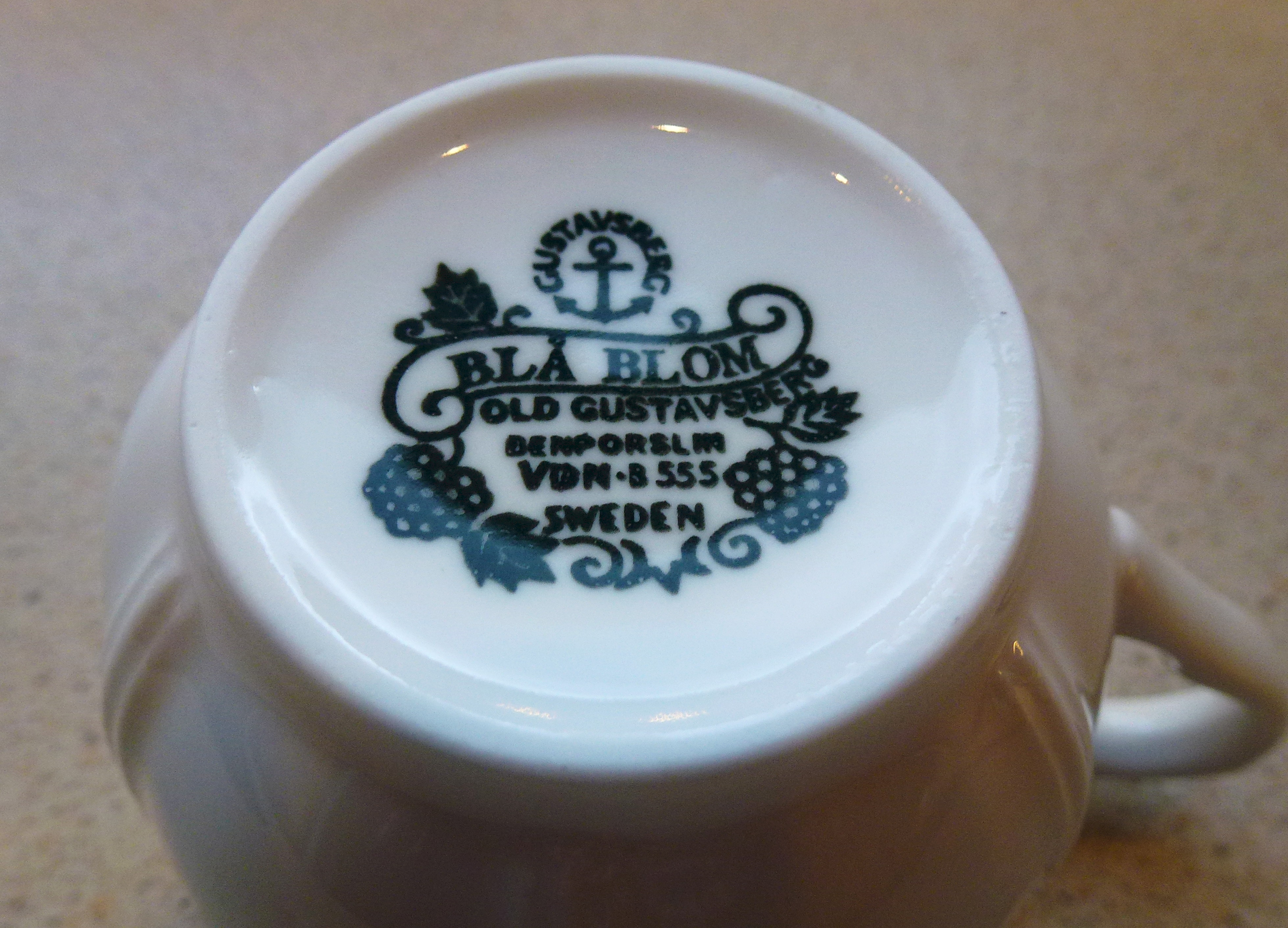
Gustavsbergs Fabriksstämpel.

Blå Blom har länge uppfattats som typiskt svensk, men förebilden kommer från England. Redan på 1700-talet smyckades porslinsgods med stansade motiv i vit porslinslera. På 1860- och 1870-talen tog Rörstrand och Gustavsberg upp denna idé. I Rörstrands priskurant år 1868 avbildas både kaffe- och tekoppar "med upphöjda kulörta blommor" och av bilderna framgår tydligt att dekoren föreställer blomster. 
Från 1874 producerade Gustavsberg en kaffeservis "med upphöjda blå blommor". Långt senare, i en priskurant från 1911, kallas den dekoren Blå blommor, trots att motivet faktiskt föreställer små druvklasar omgivna av vinblad. Men "blåa blomman" (tyska die blaue Blume) passade bra, det var symbolen för romantiken och poesin i bland annat Tyskland, som var en intressant exportmarknad.
Från och med 1910-talet tillverkade Gustavsberg denna servis i benporslin i klarvit färg med koboltblå dekor. När Rörstrand flyttade från Stockholm 1926, upphörde företaget med sin produktion av denna porslinsserie och Gustavsberg blev den enda keramiska fabriken i Norden, där personalen behärskade den svåra konsten att framställa benporslin. 
Blå Blom var länge Sveriges äldsta industriprodukt som fortfarande fanns i produktion, även om den mot slutet tillverkades i Korea. Den 31 december 2006 lades produktionen av den populära servisen Blå Blom definitivt ner och därmed gick en industrihistorisk epok i graven. Samma servis tillverkades även i helvitt, utan druvdekoren, och såldes under namnet Diné. Även denna servis lades ned samtidigt med blå blom.
Diné återlanserades i februari 2019 med tallrikar i tre storlekar. Tillverkningen sker vid Gustavsbergs Porslinsfabrik.

## Våmhuskoppens historia - berättelsen om hur Blå Blom kom till Sverige
Någon gång, troligtvis mot slutet av 1800-talet, köpte hårkullan Tysk Karin Andersdotter (1840-1925)  från Våmhus i Dalarna en vacker kaffekopp i Ryssland. Hennes man Sparr Anders Ersson (1843-1914) tog med sig koppen till Gustavsbergs porslinfabrik för att få den kopierad. Fabriken ville inte ta emot beställningar från privatpersoner men eftersom Sparr Anders hade startat ett handelsbolag i Våmhus kunde han få sina koppar ändå genom att göra en större beställning till handelsbolaget. Modellen blev populär och "Våmhusporslinet" finns nog i de flesta hushållen i Våmhus.
Denna historia har berättats av Tysk Karins och Sparr Anders dotterdotter Anna-Greta Köpman och dotterdotterdotter Agneta Köpman för Elisabeth Martis som har publicerat den på Våmhusmål i tidskriften Wuomus'n nr 51 från juni 2024.